# ديجيمون وورلد: نيكست أوردر
ديجيمون وورلد: نيكست أوردر (بالإنجليزية: Digimon World: Next Order)‏ هي لعبة فيديو تاريخ صدورها هو 17 مارس 2016، وهي متوفرة على أجهزة بلاي ستيشن فيتا. اللعبة من نشر بانداي نامكو إنترتينمنت.

## وصلات خارجية
- الموقع الرسمي
- الموقع الرسمي
 (باليابانية)
- English-language index of Next Order press coverage, with translations